# Propel (parti politique)
Pour l’article homonyme, voir Propel.
Propel (« Propulser » en anglais,) est un parti politique souverainiste et nationaliste britannique œuvrant au pays de Galles depuis 2019. Ne se positionnant pas sur sa place dans l’échiquier politique, il prône l’indépendance du pays de Galles vis-à-vis du Royaume-Uni.
Il est dirigé depuis 2019 par Neil McEvoy, seul membre du Senedd affilié au parti au sein du Parlement gallois.

## Histoire

### Origines
Aux élections de 2016, Neil McEvoy se fait élire comme membre de l’Assemblée dans la région électorale de South Wales Central sous l’étiquette de Plaid Cymru et s’affilie au groupe parlementaire du parti à l’entrée en fonction de la législature. Le 3 mars 2017, il se fait suspendre du conseil de Cardiff pour un mois par l’Adjudication Panel for Wales en raison de propos d’intimidations à l’encontre d’une fonctionnaire du conseil. Le 7 mars suivant, le groupe de Plaid au Senedd décide de l’exclure temporairement, et, après que Neil McEvoy ait présenté des excuses à la fonctionnaire concernée, il est réintégré au sein du parti parlementaire nationaliste le 21 mars. Cependant, le 19 septembre 2017, ayant enfreint les règles parlementaires, il est de nouveau suspendu du groupe, puis définitivement écarté à compter du 16 janvier 2018. Malgré ses suspensions successives du groupe parlementaire, Neil McEvoy reste membre de Plaid et siège en non-inscrit à l’assemblée nationale pour le pays de Galles,,,.
Une enquête diligentée par le parti à propos de son comportement amène Plaid à annoncer son exclusion pour 18 mois le 19 mars 2018 sur la base de transgressions des règles de conduite partisanes. Dans ce contexte, Neil McEvoy lance le 21 mai 2018 un groupe de campagne appelé Propel Wales en anglais et Propel Cymru en gallois (littéralement, « Propulser le pays de Galles »), associé à Plaid, et dont les objectifs sont de changer la façon de faire de la politique autour des notions de la parole libre, des droits des communautés et de la souveraineté nationale galloise. Alors que son exclusion a été réduite à 12 mois, Neil McEvoy relance une procédure de réinsertion dans le parti en mars 2019, mais, craignant une expulsion de 5 ans par le conseil disciplinaire, il y renonce le 10 juillet,,,,,.
En octobre 2019, des conseillers de Plaid Cymru élus dans la même section électorale que Neil McEvoy annoncent leurs démissions du parti par solidarité vis-à-vis de leur collègue. Le 16 décembre 2019, les statuts du Parti national gallois (en anglais, « Welsh National Party ») — basés sur une déclaration commune faite par les membres de Propel le 29 septembre 2018 à Abergavenny — sont approuvés. Le mouvement est officiellement enregistré comme parti politique par la Commission électorale le 15 janvier 2020. Son appellation galloise, Plaid Genedlaethol Cymru, traduction littérale du nom du parti en anglais est rejetée par la commission le 24 février 2020 en raison d’une trop grande similarité avec d’autres appellations, notamment celle de Plaid Cymru,,,,.

### Changements de nom et réenregistrement
Le 1er mai 2020, Plaid Cymru annonce vouloir intenter un recours judiciaire contre la Commission électorale au sujet de l’enregistrement du Parti national gallois comme parti politique. En effet, Plaid considère que la terminologie de Welsh National Party appartient à son patrimoine historique en tant que traduction littérale de Plaid Genedlaethol Cymru, le nom officiel du parti dans les années 1920, dont la commission a refusé l’usage au parti de Neil McEvoy. Le 6 mai suivant, la commission annule l’enregistrement du Parti national gallois et invite Neil McEvoy a formuler une nouvelle requête d’intégration au registre des partis politiques, sous un autre nom,.
Le 15 octobre 2020, le parti soumet une demande de changement de nom à la Commission électorale en tant que « Parti de la Nation galloise » (Welsh Nation Party en anglais et Plaid y Genedl Gymreig en gallois) et la nouvelle identité du mouvement est annoncée aux médias en novembre 2020. Neil McEvoy espère le ré-enregistrement du parti en vue des élections générales du Senedd de 2021, mais il se heurte de nouveau à la contestation de son nom par Plaid Cymru. Après le rejet de cette appellation par la commission le 11 janvier 2021, le parti soumet le 20 janvier suivant une nouvelle proposition de nom en tant que « Propel » (de l’anglais propel, signifiant « propulser »), qui est acceptée par la Commission électorale le 2 mars,,,,,.

## Direction

### Direction politique
| Chef        | Période du mandat                                                  | Qualité |
| ----------- | ------------------------------------------------------------------ | --- |
| Neil McEvoy | En fonction depuis le 16 décembre 2019 (5 ans, 6 mois et 12 jours) | Membre du Senedd, élu dans la région électorale de South Wales Central (depuis 2016) Conseiller au conseil de Cardiff, élu dans la section électorale de Fairwater (en) (depuis 2008) |

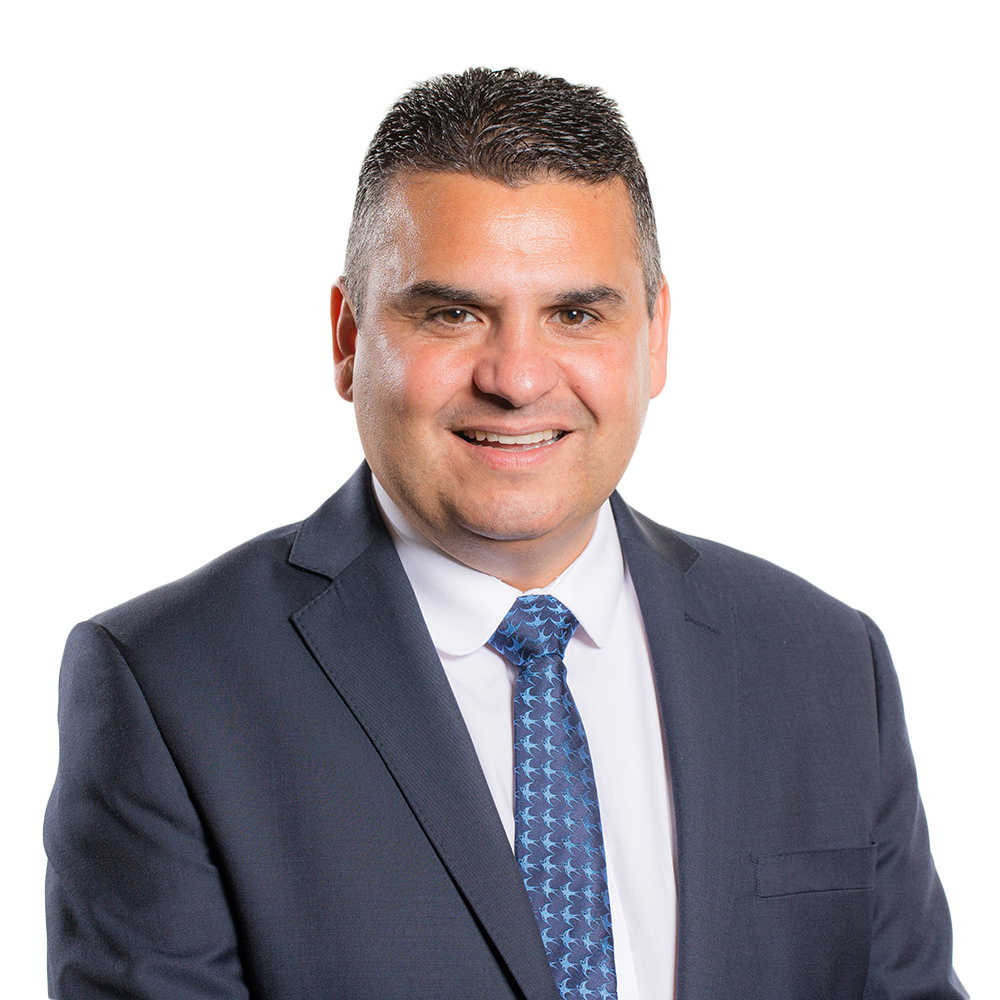
Neil McEvoy (depuis 2019)

### Direction administrative
| Président       | Période du mandat                                                | Qualité |
| --------------- | ---------------------------------------------------------------- | --- |
| Gretta Marshall | 16 décembre 2019 — 4 février 2021 (1 an, 1 mois et 19 jours)     | Conseillère au conseil de Cardiff, élue dans la section électorale de Splott (en) (2012-2017)                   |
| Tim Thomas      | En fonction depuis le 4 février 2021 (4 ans, 4 mois et 24 jours) | Conseiller au conseil du borough de comté de Bridgend, élu dans la section électorale d’Ynysawdre (depuis 2017) |

## Identité visuelle

Logotype entre 2019 et 2021[d].
Logotype depuis 2021.